# Miami (utwór)
Miami – piosenka rockowej grupy U2, pochodząca z jej wydanego w 1997 roku albumu, Pop. Jest ona jednym z dwóch najbardziej "nowoczesnych" utworów w całym dorobku zespołu (drugim jest "Mofo").
Gdy piosenka była grana na żywo podczas koncertów trasy PopMart Tour, Bono, śpiewał ją w specjalnym karnawałowym przebraniu, a The Edge wzbogacał utwór dodatkowym gitarowym solo. Na ogromyn ekranie, w trakcie wykonywania "Miami", wyświetlane były obrazy nieżyjących już gwiazd, m.in. Marilyn Monroe. Podczas jednego z tych koncertów, pod koniec wykonywania piosenki, Bono zaprosił na scenę jedną z fanek, która pozostała na niej również w czasie kolejnego granego utworu, "Bullet the Blue Sky".
W 2005 roku, magazyn Q umieścił piosenkę na liście "Ten Terrible Records by Great Artists" ("Dziesięć okropnych nagrań wielkich/cudownych artystów").